# Kanadische Badmintonmeisterschaft 2018
Die Kanadische Badmintonmeisterschaft 2018 fand vom 31. Januar bis zum 3. Februar 2018 in Toronto statt.

## Medaillengewinner
| Disziplin    | Gold                          | Silber                             | Bronze                         |
| ------------ | ----------------------------- | ---------------------------------- | ------------------------------ |
| Herreneinzel | Jason Ho-Shue                 | Brian Yang                         | Joshua Liu                     |
| Dameneinzel  | Michelle Li                   | Brittney Tam                       | Talia Hailey Ng                |
| Herrendoppel | Jason Ho-Shue Nyl Yakura      | Austin Bauer Ty Alexander Lindeman | Jonathan Lai Duncan Yao        |
| Damendoppel  | Rachel Honderich Kristen Tsai | Michelle Tong Josephine Wu         | Catherine Choi Talia Hailey Ng |
| Mixed        | Nyl Yakura Kristen Tsai       | Ty Alexander Lindeman Josephine Wu | Toby Ng Michelle Li            |